# Schlitters
Schlitters é um município da Áustria, situado no distrito de Schwaz, no estado do Tirol. Tem 10,32 km² de área e sua população em 2019 foi estimada em 1.483 habitantes.